# Ameretat
Ameretat (”odödligheten”, persiska: amordād امرداد) är en arketyp, gudomlighet eller ärkeängel i zoroastrismen och förekommer i Zarathustras Sånger.
I zoroastrismens urkund Avesta, är Ameretat en av de sex amesha spentas skapade av Ahura Mazda för att hjälpa honom stärka de goda och förgöra det onda.
Ameretat är kopplad till den närande funktionen och väktare av växtriket. Haurvatat och Ameretat är systrar och Ameretat  råder över växterna som kan komma som en belöning till den som  vördar dem.